# Luke Winslow-King

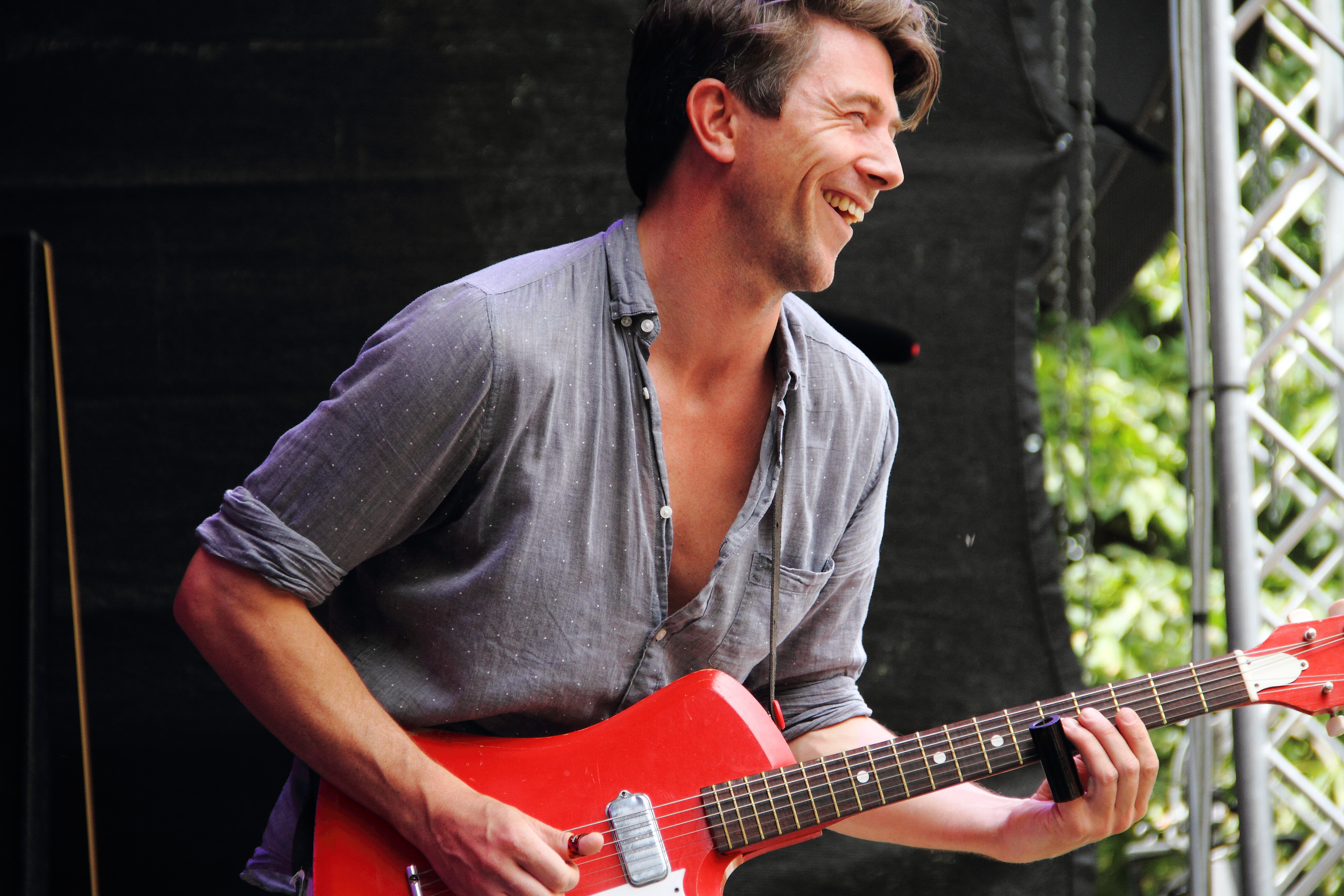
Luke Winslow-King beim Rudolstadt-Festival 2016

Luke Winslow-King (geboren am 12. März 1983 in Cadillac, Michigan) ist ein US-amerikanischer Singer-Songwriter, Gitarrist und Bandleader des New Orleans-Jazz, Alternative Country und Blues.

## Leben
Sein Vater war Hobby-Musiker und seine Mutter Malerin mit einem Bauernhof. Die Familie war fest in der Kirche der Baptisten verwurzelt. Schon in jungem Alter lernte er Gitarre spielen und hatte mit 14 Jahren seine erste eigene Band, die Luke Winslow-King Blues Band. Folgerichtig ging er auf das Interlochen Center for the Arts, eine von einer Non-Profit-Organisation betriebene Highschool, um dort im Hauptfach Jazz-Gitarre zu studieren. Danach studierte er kurz auf der Western Michigan University in Kalamazoo und weiter auf der University of New Orleans, um auf einem Konservatorium für klassische Musik zusätzlich seine Kenntnisse in Musiktheorie und Kompositionslehre aufzubauen. Für eine große Veränderung sorgte unter anderem der Diebstahl seines Bandbusses und sämtlicher Instrumente in der Stadt, während er als 19-Jähriger mit seiner Band eine musikalische Tour durch mehrere Bundesstaaten absolvierte. 2001 zog er nach New Orleans.
Sein erstes Album unter eigenem Namen, Old/New Baby (2009), wurde in der traditionsreichen Preservation Hall von New Orleans aufgenommen. Die Musikfachzeitschrift American Songwriter zählte es zu den 'Top 10' Alben 2009. In New York City hatte er 2010 einen Job als Musiktherapeut beim Institute of Applied Human Dynamics in der Bronx und arbeitete als Musiklehrer an der La Velle School for the Blind. Zeitgleich nahm er Unterricht beim Grammy-Gewinner und Avantgarde-Komponisten Gene Tyranny und im Songwriter Circle von Jack Hardy in Greenwich Village.
Im November 2014 wurde er in einer Kleinstadt Nord-Michigans mit einer kleinen Menge Marijuana erwischt und vom Richter für drei Wochen ins Ortsgefängnis eingesperrt. Wegen einer Erdnuss-Allergie musste er den größten Teil davon in einer Einzelzelle verbringen, noch dazu ohne Musik und Lesestoff. Diese harte Erfahrung des ganz auf sich selbst Zurückgeworfenseins war laut eigener Aussage ursächlich für seinen Entschluss zur Auflösung seiner Ehe und seine Abkehr nicht nur von Cannabis, sondern vom Rauchen überhaupt. Auf dem Album I'm Glad Trouble Don't Last Always (Bloodshot, 2016) verarbeitete er die Themen einschließlich der Ehescheidung textlich und musikalisch.
2016 war mehrfach auf Europatournee, trat auf dem Rudolstadt-Festival auf und im November in Rom, Lugano und zahlreichen Städten Spaniens auf.
Von 2013 bis zur Scheidung im Oktober 2015 war er verheiratet mit der Musikerin und Modeschöpferin Esther Rose. Zu seiner Band gehören Gitarrist Roberto Luti, Drummer Benji Bohannon, Bassist Brennan Andes und Keyboarder Mike Lynch. Während der ersten sechs Jahre bis 2014 war die Sängerin Esther Rose ein wesentlicher Teil der Band.

## Diskografische Anmerkungen
- Luke Winslow King (Fox on a Hill Records, 2008)
- Old/New Baby, Album (Fox On A Hill, 2009)
- The Coming Tide, Album (Bloodshot Records, 2013) featuring Esther Rose.
- Everlasting Arms, Album (Bloodshot, 2014)
- I'm Glad Trouble Don't Last Always, Album (Bloodshot, 2016)
- Blue Mesa, Album (Bloodshot, 2018)
- If These Walls Could Talk, Album (Ghost River Records, 2022)
- Flash-A-Magic, Album (Bloodshot, 2024)

## Auszeichnungen
- 2011: American Songwriter’s Writer of the Week[5]
- 2014: Offbeat Magazine’s Best of the Beat Awards – nominiert für Best Blues Performer[6]

## Belege
1. 1 2  Biografisches Profil für Luke Winslow-King (Memento des Originals vom 4. März 2016 im Internet Archive)  Info: Der Archivlink wurde automatisch eingesetzt und noch nicht geprüft. Bitte prüfe Original- und Archivlink gemäß Anleitung und entferne dann diesen Hinweis., Earthwork Music, abgerufen am 6. November 2016
2. 1 2  Luke Winslow-King: No More Crying Today, OffBeat vom 29. August 2016, abgerufen am 6. November 2016
3. ↑  Profil des Musikers beim Rudolstadt-Festival 2016, abgerufen am 6. November 2016.
4. ↑  Der Mitschnitt des Rudolstadt-Konzerts wurde am 7. November gesendet, Deutschlandradio Kultur Sendung «Concerts» vom 7. November 2016
5. ↑  Writer of The Week: Luke Winslow-King, American Songwriter 1/2011, abgerufen am 6. November 2016
6. ↑  OffBeat Magazine’s Best of the Beat Awards 2014, OffBeat, abgerufen am 6. November 2016

| Personendaten    | Personendaten                                                 |
| ---------------- | ------------------------------------------------------------- |
| NAME             | Winslow-King, Luke                                            |
| KURZBESCHREIBUNG | US-amerikanischer Singer-Songwriter, Gitarrist und Bandleader |
| GEBURTSDATUM     | 12. März 1983                                                 |
| GEBURTSORT       | Cadillac, Michigan                                            |